# هالديماند (أونتاريو)
هالديماند، أونتاريو (بالإنجليزية: Haldimand County)‏ هي مدينة كندية تقع في مقاطعة أونتاريو. تبلغ مساحة هذه المدينة 1251.5768 (كم²)، ويبلغ عدد سكانها 45212 نسمة حسب إحصاء سنة 2006 م، بينما كان يسكنها 43728 نسمة في سنة 2001 م. تحتل هذه المدينة المرتبة رقم 101 بين مدن كندا حسب عدد السكان والمرتبة رقم 44 في المقاطعة. نما عدد السكان في هذه المدينة بنسبة (3.4) بين العامين المذكورين.

## أعلام
- ويلسون ماكدونالد
- ريتشارد هاركورت
- جيمس ألان
- روي إدواردز
- ر. أ. هاردي

## وصلات خارجية
- الأطلس الحكومي لكندا
- إحصاءات كندا مع ساعة تعداد السكان